# Stefan Amér
Stefan Erik Ingvar Amér, född 1965 i Visby, är en svensk läkare, företagare samt tidigare politisk tjänsteman och studentpolitiker.

## Utbildning och studentpolitik
Amér studerade internationell hälsa vid Uppsala universitet i slutet av 1980-talet, och inspirerades bland annat av Hans Rosling som var hans handledare. Som student engagerade han sig i studierådet och valdes in i styrelsen för Sveriges förenade studentkårer. Under åren 1994–1995 var han studentorganisationens ordförande.

## Politisk karriär
I januari 1999 blev Stefan Amér politiskt sakkunnig i Utrikesdepartementet åt statsrådet Pierre Schori. När Schori sommaren 1999 valdes till Europaparlamentet följde Amér med som hans politiske rådgivare. Sejouren i Bryssel blev dock kortvarig, då Schori snart lämnade Europaparlamentet för ett nytt uppdrag i FN.
Efter en tid som läkare var Amér 2000–2006 återigen politiskt sakkunnig i Utrikesdepartementet, då hos utrikesminister Anna Lindh. Amér fanns i den grupp medarbetare som den 10 september 2003 briefade Lindh inför en kommande debatt, timmarna innan Lindh knivhöggs på NK.
Amér fortsatte som politisk sakkunnig hos Lindhs efterträdare, Laila Freivalds. Han deltog bland annat i Freidvalds resa till Thailand efter tsunamin 2004, där han också fick bistå som läkare. I samband med debatten kring Muhammedbilderna i Jyllands-Posten ringde Amér till internetleverantören Levonline för att förmå bolaget att stänga Sverigedemokraternas webbsidor. I den efterföljande skandalen blev han oskyldigt anklagad av bland annat statsminister Göran Persson, statssekreterare Lars Danielsson och departementsrådet Helen Eduards för att på eget bevåg ha försökt stänga webbsidorna. När det framkom att Freivalds varit införstådd med detta fick hon avgå som justitieminister, och efterträddes av Jan Eliasson. Amér fick också lämna sitt jobb på departementet.

## Vårdföretagare
Efter att ha lämnat det politiska uppdraget startade Stefan Amér och hans hustru Maria Amér, även hon läkare, år 2007 ett vårdföretag med namnet Familjeläkarna. År 2020 hade företaget tiotalet vårdcentraler i Region Stockholm och Uppsala, uppdrag gentemot bostäder med särskild service, fem team inom avancerad sjukvård i hemmet (ASIH) och en läkarmottagning online.
En viktig del av verksamheten är ansvaret för läkarinsatser vid mellan 180 och 200 äldreboenden. Enligt tidningen Fokus rör det sig om 45 % av Stockholms läns äldreboenden.
Enligt bolagets egen webbsida omsatte företaget cirka 400 miljoner kronor år 2020, och hade då ungefär 500 anställda.

## Familj
Amér bor i Saltsjöbaden, där hans och hustrun Marias företag grundades. De har tre barn. Amér är son till två läkare och växte upp i Visby.